# Njemačko-sovjetska invazija na Poljsku
Invaziju na Poljsku 1939. godine ("Fall Weiss") izvršili su Nacistička Njemačka, SSSR i mali slovački vojni kontingent, a predstavlja početak Drugog svjetskog rata. Invazija je znana i kao Rujanska kampanja, Poljsko-njemački rat 1939., Obrambena kampanja, Poljska kampanja i Rujanski vojni pohod. Pošto je Poljska bila saveznik Zapada, 3. rujna Velika Britanija, Australija i Novi Zeland objavljuju rat Njemačkoj, a uskoro ih, između ostalih, slijede i Francuska, Južnoafrička Republika i Kanada. Invazija je otpočela 1. rujna 1939., tjedan dana nakon potpisivanja pakta Ribbentrop-Molotov, a završila 6. listopada 1939. kada su Njemačka i SSSR okupirale cijelu Poljsku. Iako su objavile rat Njemačkoj, V. Britanija i Francuska su vrlo malo izravno pomogli Poljskoj.
Nakon insceniranog "Poljskog napada" 31. kolovoza, njemačke snage su 1. rujna napale sa sjevera, juga i zapada. Tanka crta obrane koju su Poljaci rasporedili duž granice brzo je probijena i poljska se vojska počela povlačiti prema istoku. Nakon poljskoga poraza u bitci kod Bzure, Nijemci su stekli prednost. Tada se Poljaci povlače prema jugoistoku slijedeći plan prema kojemu su trebali držati obranu na rumunjskoj granici dok im Saveznici ne priteknu u pomoć.
U suradnji s Njemačkom 17. rujna sovjetska Crvena armija napada istočne predjele Poljske. SSSR je ispunjavao tajni aneks sporazuma Molotov-Ribbentrop koji je podijelio istočnu Europu na dvije sfere utjecaja, nacističku i sovjetsku. Suočavajući se s drugim frontom poljska je vlada zaključila da obrana na rumunjskoj granici nije više održiva i naređuje evakuaciju svojih postrojbi u neutralnu Rumunjsku. Do 1. listopada Njemačka i SSSR su pregazili cijelu Poljsku iako se poljska vlada nikada nije predala. Preostale poljske kopnene i zračne snage povukle su se u Mađarsku i Rumunjsku odakle je većina njih pristupila ponovno osnovanoj Poljskoj vojsci u Francuskoj, Siriji i Britaniji.
Nakon završetka kampanje formiran je pokret otpora, poljske postrojbe su se borile sa Saveznicima tijekom cijeloga rata. Njemačka je zauzela istočne predjele Poljske nakon početka operacije Barbarossa te ih je ponovno izgubila 1944. pred nadirućom Crvenom armijom. Tijekom rata Poljska je izgubila preko 20% svoga predratnog stanovništva.

## Suprotstavljene snage

### Njemačka
Nijemci su imali značajnu brojčanu prednost nad Poljacima. Kopnena vojska (Heer) je imala oko 2400 tenkova organiziranih u 6 oklopnih (Panzer) divizija, rabeći novu operativnu doktrinu. Smatrano je da postrojbe trebaju djelovati u suradnji s ostalim dijelovima vojske, probijajući neprijateljsku obranu izolirati pojedine postrojbe te ih opkoliti i zatim uništiti. Oklopne postrojbe bi pratilo manje pokretno motorizirano pješaštvo i obično pješaštvo. Zrakoplovstvo (Luftwaffe) bi pružalo i taktičku i stratešku podršku, posebno obrušavajući bombarderi su prekidali linije opskrbe i komunikacije. sve zajedno se nova doktrina nazivala Blitzkrieg (munjeviti rat). Povjesničari Basil Lydell Hart i A.J.P. Taylor su zaključili: "Poljska je pravi primjer teorije Blitzkriega".
Zrakoplovi su igrali glavnu ulogu u operaciji, također teroristički bombardirajući gradove i prouzročujući žrtve među civilima. Njemačko zrakoplovstvo je sačinjavalo 1180 lovaca, 290 Ju 87 Stuka obrušavajućih bombardera, 1100 konvencionalnih bombardera (uglavnom He 111 i Do 17), 550 transportnih i 350 izviđačkih zrakoplova. U svemu Njemačka je posjedovala blizu 4000 modernih zrakoplova. 2315 zrakoplova je bilo određeno za operaciju Fall Weiss. Zahvaljujući svome sudjelovanju u Španjolskome građanskom ratu Luftwaffe je vjerojatno bila najiskusnije, najbolje uvježbano i dobro opremljeno zrakoplovstvo na svijetu 1939. godine.

### Poljska
Između 1936. i 1939. godine Poljska je mnogo ulagala u industrijalizaciju u Središnjoj industrijskoj regiji. Pripreme za obrambeni rat protiv Njemačke trajale su već dugo, ali većina planova nije predviđala rat prije 1942. godine. Da bi mogla financirati industrijalizaciju Poljska je većinu proizvedene moderne opreme izvozila. 1936. godine je uspostavljen Fond nacionalne obrane za prikupljanje sredstva neophodnih za jačanje Oružanih snaga. Poljska vojska je imala oko milijun vojnika, ali manje od polovice je bilo mobilizirano do 1. rujna. Ovi naknadno mobilizirani vojnici su pretrpjeli značajne gubitke kada je Luftwaffe napadao javni prijevoz. Posjedovali su nešto manje oklopnih vozila od Njemačke, i te postrojbe raspršene među pješaštvom nisu bile sposobne za efikasno djelovanje.
Iskustva iz Sovjetsko-poljskoga rata oblikovala su organizacijsku strukturu i operativnu doktrinu. Za razliku od rovovskoga ratovanja Prvoga svjetskog rata, Sovjetsko-poljski rat je bio sukob gdje je pokretljivost konjaničkih postrojbi igrala odlučujuću ulogu. Poljaci su shvaćali prednosti mobilnosti, ali nisu bili voljni u velika ulaganja u skupe i neprovjerene izume od tada. Unatoč tome konjičke brigade, kada su rabljene kao mobilno pješaštvo, postizale su određene uspjehe protiv njemačkog pješaštva i konjice.
Poljsko ratno zrakoplovstvo (Lotnictwo wojskowe) bilo je u golemome nesrazmjeru u odnosu na njemačko, iako nije bilo onesposobljeno na zemlji, kao što je uobičajeno vjerovanje. Zrakoplovstvu je manjkalo modernih lovačkih zrakoplova, ali su piloti bili među najbolje uvježbanim na svijetu, što se pokazalo godinu poslije u Bitki za Britaniju gdje su igrali veoma važnu ulogu. Sveukupno Nijemci su imali i kvalitativnu i kvantitativnu prednost, Poljska je imala svega oko 600 modernih zrakoplova. Zračne su snage imale 185 PZL P.11 i 95 PZL P.7 lovaca, 175 PZL.23 Karas B, 35 Karas A, i do rujna preko 100 PZL.37 Łos bombardera. Također su imali preko tisuću zastarjelih transportnih, izviđačkih i trenažnih zrakoplova. U ratu je samo 70% ovih snaga bilo mobilizirano, tek 36 PZL.37 Łos bombardera bilo uporabljeno. Svi ovi zrakoplovi su bili poljski dizajn, s tim da su bombarderi bili moderniji nego lovci a sukladno planom razvoja zrakoplovstva generala Ludomila Rayskog. Poljski su lovci bili generaciju stariji nego njemački suparnici, poljski lovac PZL P.11 proizveden ranih tridesetih bio je sposoban samo za brzinu od 365 km/h mnogo sporiji nego njemački bombarderi.
Ratna je mornarica posjedovala nekoliko razarača, podmornica i manjih plovila. Većina su površinskih brodova tijekom Operacije Peking napustili Poljske luke 20. kolovoza i pobjegli u Sjeverno more da se pridruže Britanskoj kraljevskoj mornarici. Podmornice su sudjelovale u Operaciji Worek s ciljem ometanja njemačkoga brodovlja u Baltičkome moru, ali s malo uspjeha. Mnogi su se trgovački brodovi pridružili Britancima i sudjelovali su u konvojima tijekom rata.
Tenkovske su postrojbe sačinjavale dvije oklopne brigade (112 - 7TP, 38 - Vickers 6-Ton), četiri neovisne oklopne bojne i oko 30 satnija s TKS tanketama.

## Vanjske poveznice
Sestrinski projekti
|  | Zajednički poslužitelj ima još gradiva o temi Invazija na Poljsku |